# Enganyapastors de Todd
L'enganyapastors de Todd (Setopagis heterura) és una espècie d'ocell de la família dels caprimúlgids (Caprimulgidae) que habita boscos poc densos del nord de Colòmbia i de Veneçuela.